# Glooiingshoek

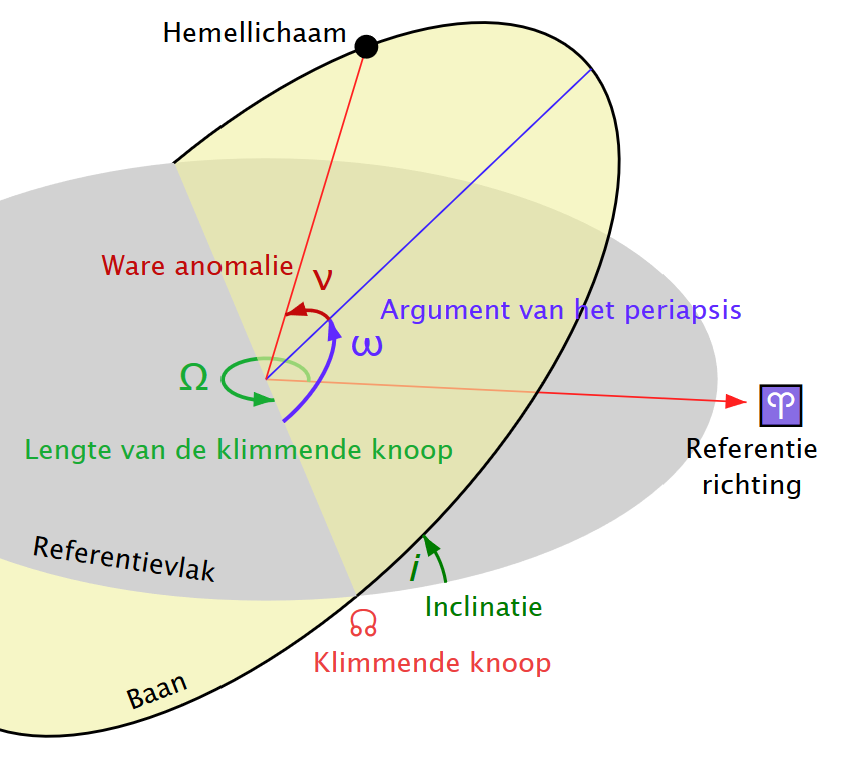
Diagram van baanelementen met onder meer de inclinatie.

De glooiingshoek of inclinatie is in de exacte wetenschappen een algemene naam voor de hoek tussen een richting en een referentievlak, of tussen een ander vlak en een referentievlak. In de astronomie is de inclinatie:
- de hoek tussen de baan van een hemellichaam en het referentievlak van het coördinatenstelsel (voor banen in het zonnestelsel wordt daarvoor meestal het vlak van de ecliptica genomen, voor banen rond een planeet het vlak van de evenaar van die planeet). De inclinatie is een van de baanelementen.
- magnetische inclinatie: de hoek die het magneetveld maakt met het lokale oppervlak.

Wanneer het object (bijvoorbeeld een satelliet) dezelfde draairichting heeft als het lichaam waar het omheen draait, dan wordt een glooiinghoek van minder dan 90 graden opgegeven. Een hoek van meer dan 90 graden duidt een tegengestelde draairichting aan.
Een geostationaire kunstmaan bevindt zich bijvoorbeeld altijd boven de evenaar en heeft een glooiingshoek van 0 graden. Het internationaal ruimtestation heeft een glooiingshoek van 51,6 graden, en kan daarom alleen recht boven plaatsen op de aarde komen met een breedtegraad (noordelijk of zuidelijk) van ten hoogste 51,6 graden. De inclinatie van de maanbaan is ten opzichte van de evenaar van de aarde ongeveer 23½°, en ten opzichte van de ecliptica ongeveer 5°. Daarom staat de maan aan de hemel nooit meer dan ongeveer 5 graden van de ecliptica vandaan.
Omdat de meeste planetenbanen met die van de aarde ongeveer in hetzelfde vlak liggen worden de planeten aan de hemel altijd in de buurt van de ecliptica gevonden. Alleen de planeet Mercurius (7°) heeft een baan die meer dan 5° afwijkt van het vlak van de ecliptica, evenals dwergplaneten. Ook de baan van de maan heeft een helling van meer dan 5° ten opzichte van de ecliptica, hierdoor kunnen zons- en maansverduisteringen alleen voorkomen als de maan in een "knoop" staat, de punten waar de ecliptica en het baanvlak van de maan elkaar snijden.
| hemellichaam | inclinatie (graden) |
| ------------ | ------------------- |
| Mercurius    | 7                   |
| Venus        | 3,4                 |
| Aarde        | 0 (per definitie)   |
| Maan         | 5,1                 |
| Mars         | 1,8                 |
| Jupiter      | 1,3                 |
| Saturnus     | 2,5                 |
| Uranus       | 0,8                 |
| Neptunus     | 1,8                 |
| Pluto        | 17,1                |
| Eris         | 44,0                |